# Kvällstidningsord
Kvällstidningsord är uttrycksfulla och ofta sammansatta ord som skapas av kvällstidningar.
Kvällstidningsord består av kraftfulla prefix eller suffix med syfte att förstärka budskapet. Karakteristiskt för kvällstidningsord är att de är utformade för att väcka känslor och uppseende och därmed stimulera ett intresse till vidare läsning, tagna ur sitt sammanhang kan orden vara svåra att förstå.
Av de vanligaste använda kvällstidningsorden är det många som bygger på suffixet -stjärna, och ett av de vanligaste ej sammansatta kvällstidningsorden är ordet hemligt. Inom nyhetsjournalistiken är vanliga suffix -drama, -döds och -kupp.

## Exempel på kvällstidningsord
- hemligt[4]
- nakenchock[1]
- porrdvärg[2]
- skandalfest[1]
- skräcknatt[1]